# Dysschema noctuites
Dysschema noctuites là một loài bướm đêm thuộc phân họ Arctiinae, họ Erebidae.